# Capô

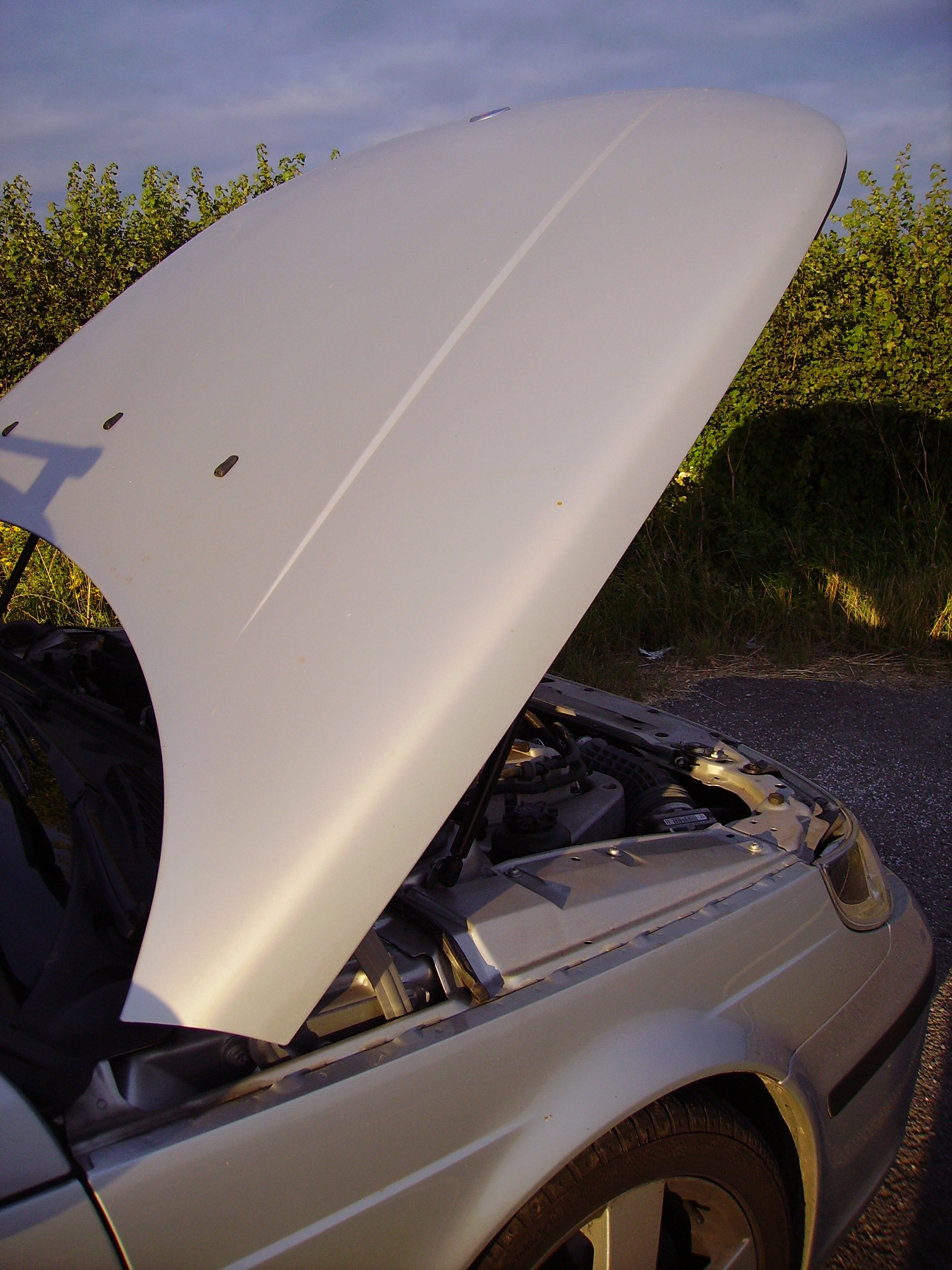
O capô de um Saab 9-5.

O capô ou capot é a parte superior da parte da frente da carroçaria de um veículo, que corresponde à cobertura do motor.

## Materiais
Muitos capôs são feitos de aço, mas o alumínio está ganhando popularidade em sua fabricação. Em alguns casos, eles são feitos de fibra de vidro ou fibra de carbono, que são materiais mais leves.

## Na aviação

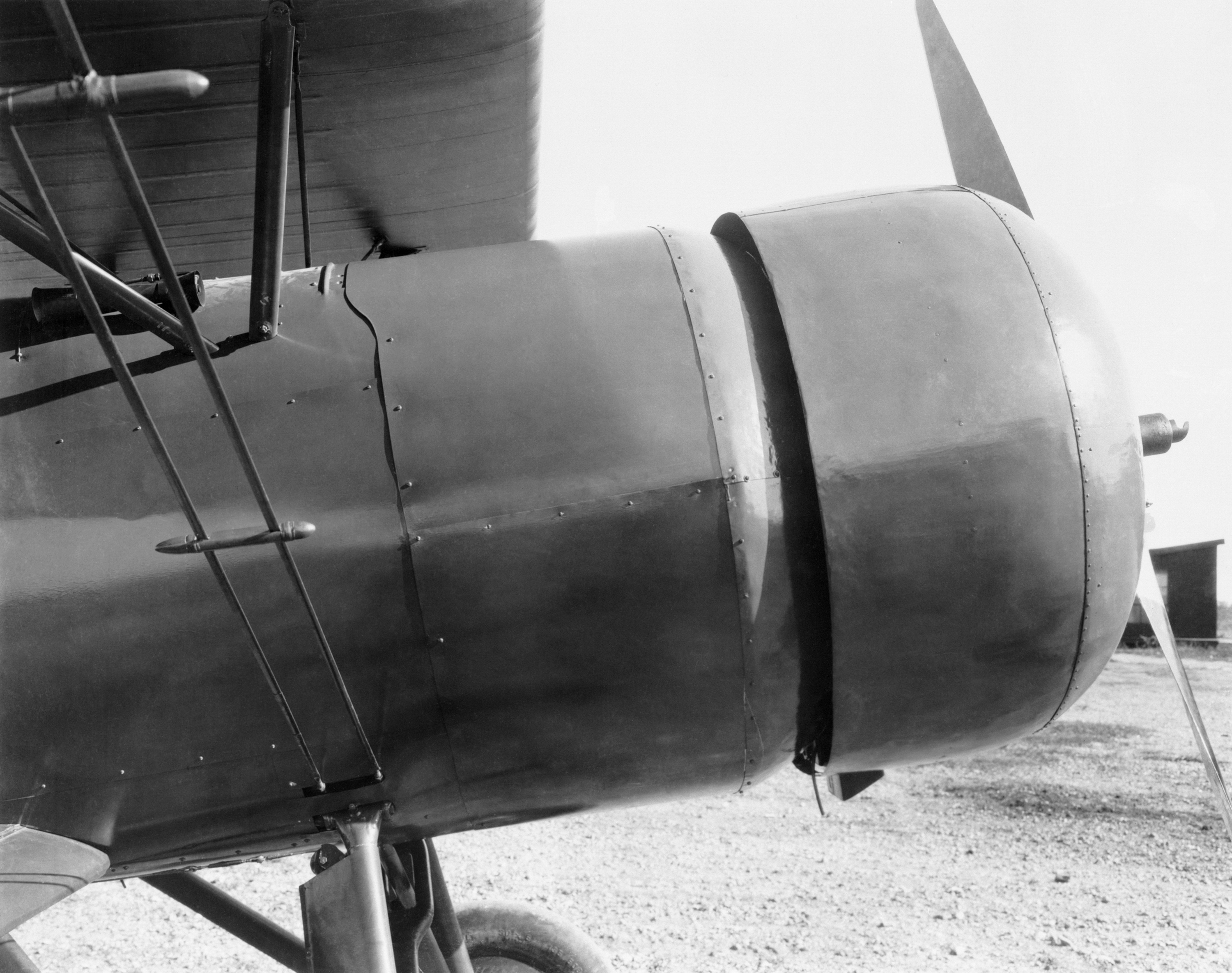
O capô de um motor radial em um Curtiss AT-5a.

Na falta de um termo específico equivalente ao "cowling" (em inglês), o termo "capô" tem sido usado também na aviação tanto para a cobertura de motores convencionais quanto para a cobertura de turbinas a jato.

## Decoração
Por vezes o capô pode conter ornamento.